# قابلية كهربائية

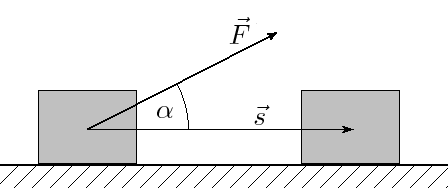

المطواعية أو السماحية النوعية أو القابلية الكهربائية (Electric susceptibility) هي مؤشر لمدى إمكانية استقطاب المادة كهربائيا عند تعرضها مجال كهربائي وهي كمية ليست لها وحدة قياس وتمثل رياضيا نسبة الاستقطاب إلى المجال الكهربائي ويقابل القابلية الكهربائية في المغناطيسية القابلية المغناطيسية.
و درجة قابلية المادة الكهربية تؤثر على قدرة المادة على تخزين الطاقة ومدى سماحية المادة :
{\displaystyle {\mathbf {P} }=\varepsilon _{0}\chi _{e}{\mathbf {E} },}
حيث :
P' هي كمية كثافة استقطاب المادة كولوم لكل متر مربع
E هي المجال الكهربائي فولت لكل متر.
{\displaystyle \,\varepsilon _{0}} هي سماحية الفراغ الكهربائية فاراد لكل متر
و تعطى كذلك بدلالة الإزاحة الكهربائية كالآتي :
{\displaystyle \mathbf {D} \ =\ \varepsilon _{0}(1+\chi _{e})\mathbf {E} }